# Catedral de María Nuestra Reina
La Catedral de Nuestra Reina María es una catedral de la Iglesia católica ubicada en el número 5200 de North Charles Street, en el norte de la ciudad estadounidense de Baltimore, Maryland. 
La catedral es la sede del Arzobispo de Baltimore, actualmente Edwin Frederick O'Brien, ETS, DD. La catedral está ubicada en la zona de Patria al norte de la ciudad de Baltimore y cerca de la Universidad Loyola Maryland y el Seminario y Universidad Santa María, el primer seminario católico creado en Estados Unidos. Fue construida con fondos legados por un comerciante irlandés de Baltimore, Thomas O'Neill.

## Historia

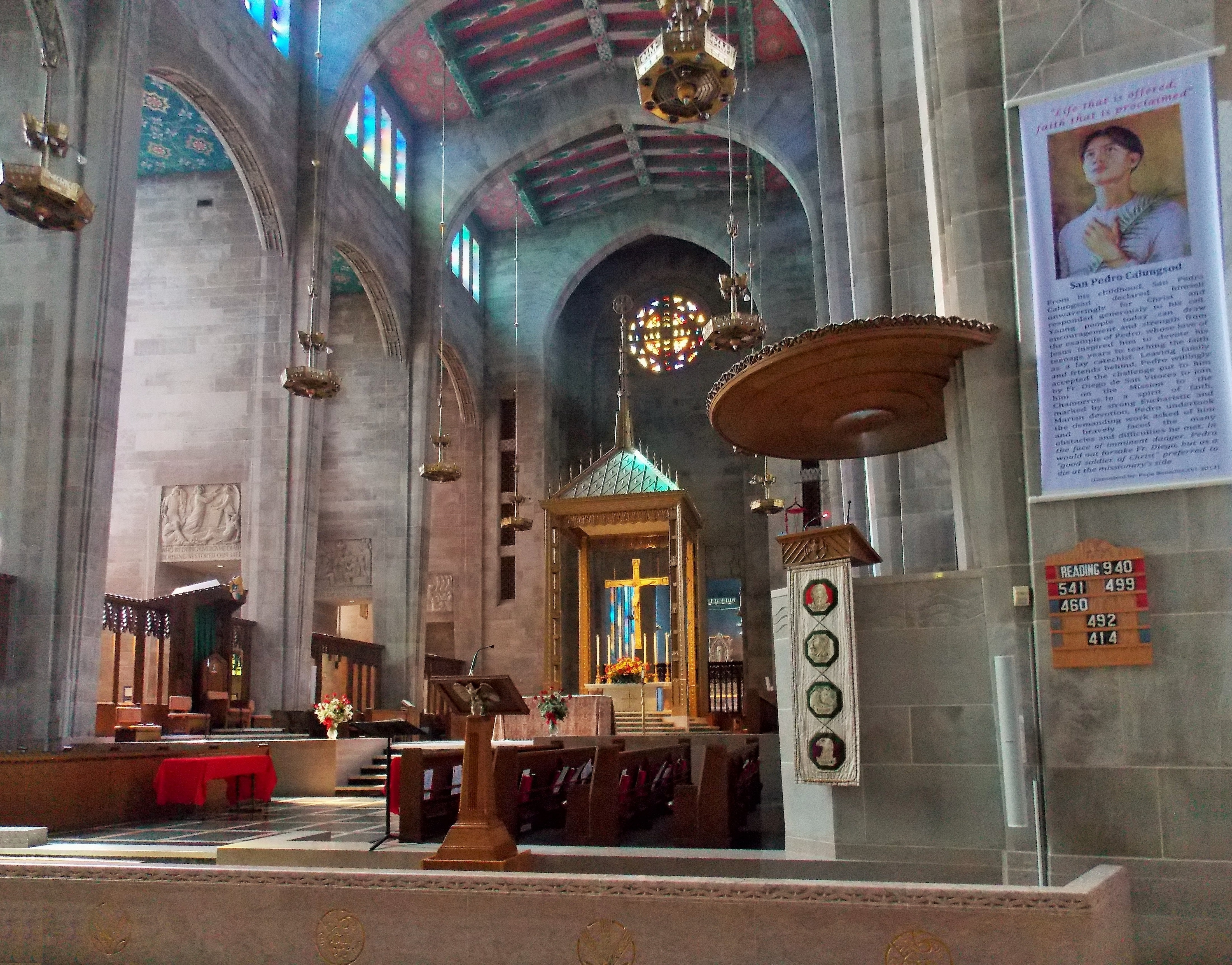
Interior de la catedral

En octubre de 1954, iniciaron las excavaciones para la nueva Catedral de Nuestra Reina María. En la mañana del 13 de octubre de 1959, a pocos días del quinto aniversario de la ceremonia, la catedral fue consagrada por el obispo Jerónimo Sebastián. La arquitectura es del período tardío Art decó, construida de ladrillo con un frente de piedras calizas, y una planta cruciforme (ver diagrama de catedral).
El arzobispo Edwin Frederick O'Brien, ETS, DD sirve como pastor de la Catedral y el Reverendo Monseñor Robert A. Armstrong es el Rector. La arquidiócesis de Baltimore es la sede premier. La cripta en el piso principal de la catedral está reservada para los obispos auxiliares y arzobispos fallecidos de Baltimore. Hay cinco obispos sepultados en la cripta: Cardenal Lawrence Shehan, el Arzobispo Patrick Keough Francisco, el obispo Jerónimo Sebastián, el obispo T. Austin Murphy y el obispo p. Francis Murphy.
La concatedral es la Basílica del Santuario Nacional de la Asunción de la Bienaventurada Virgen María, que se encuentra en la Catedral en la calle Mulberry, en el centro de Baltimore. La Basílica reabrió en noviembre de 2006 después de 32 meses de restauración. Su Eminencia el Cardenal J. Francis Stafford, el enviado especial del Papa Benedicto XVI, y ex obispo auxiliar de Baltimore, reafirmaron el Altar Mayor en la misa de la Arquidiócesis el domingo, 5 de noviembre de 2006. La Conferencia de Obispos Católicos de Estados Unidos celebró el 200 aniversario de la Basílica el domingo, 12 de noviembre de 2006. El Cardenal Francis Stafford fue el celebrante principal de la misa. 

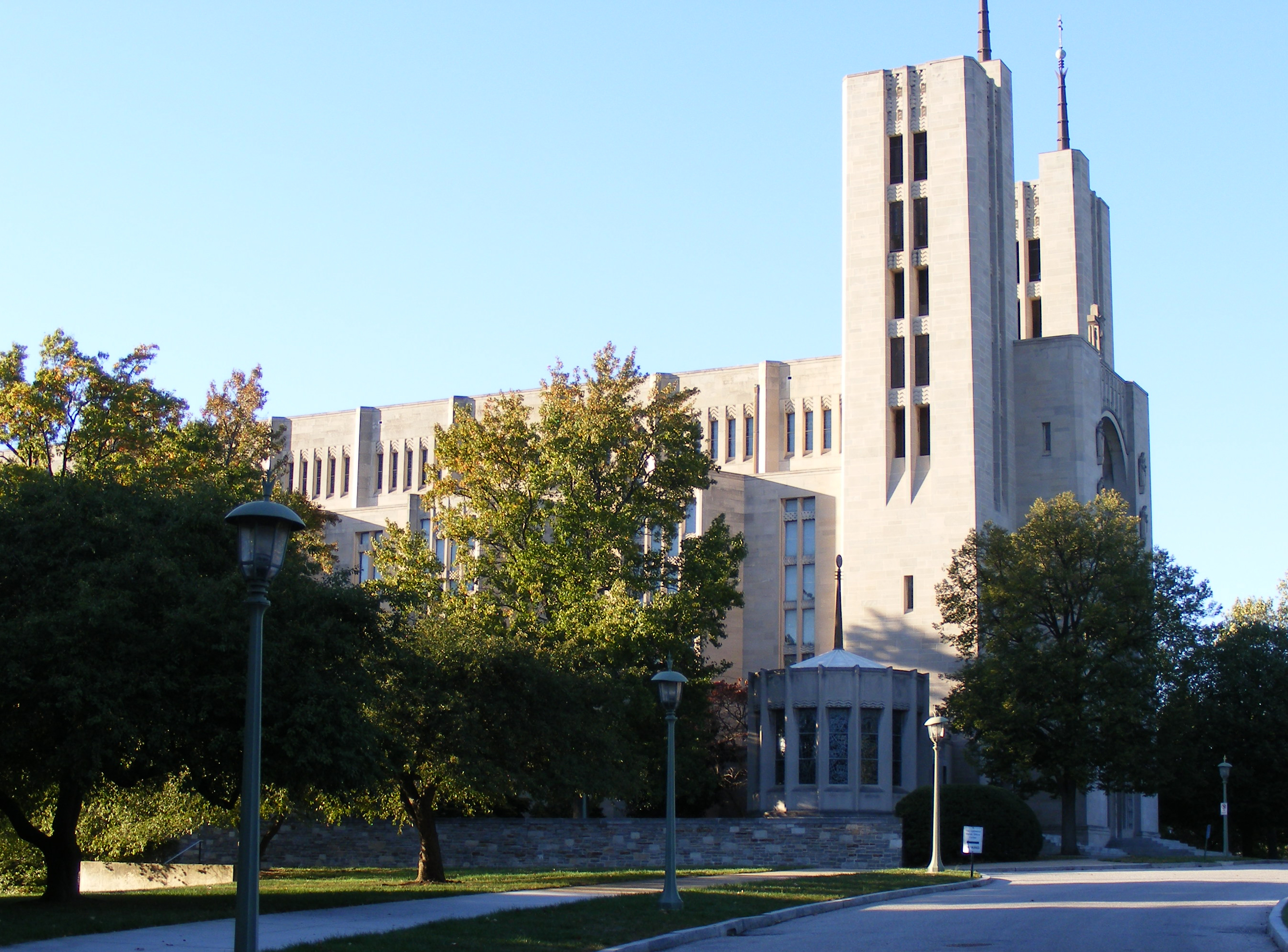
Catedral de Nuestra Reina María, vista desde el sur.

Su Santidad el Papa Juan Pablo II visitó la Catedral de Nuestra Reina María y la Basílica en 1995, y también en 1976 como el cardenal Karol Wojtyła. Una placa fuera de la Capilla del Santísimo Sacramento (el transepto norte) conmemora la visita de 1995.
La Catedral de María Nuestra Reina también cuenta con miembros del clero en la residencia, entre ellos: el del Reverened Mitchell T. Rozanski, el reverendo Monseñor Robert A. Armstrong, el reverendo Louis Bianco, el reverendo Gerry Frantsisk (Arquidiócesis de Retreatmaster), el reverendo Monseñor Robert Jaskot (Canciller).
La Catedral también tiene un equipo de Maestros de Ceremonias, MCs, que garantizan la fluidez de las misas dominicales de las 9:15 y 11 PM. El MCs también hace las ceremonias arquidiocesanas de la catedral, incluso con el Arzobispo. Los Maestros de Ceremonias incluyen: Dennis Mahoney, Ben Myers, Patrick Myers, Jared Alexander, Steven Merwin, Ryan Gisriel, Will McClennan, Andrew Stromberg, y Michael Gallagher.
La Catedral opera detrás de escenas por un equipo de sacristanes: Shriley Davis, Jared Alexander, y Thaddeus J. Warszawski Jr..